# SP-171

SP-171 je državna cesta u federalnoj brazilskoj državi São Paulo, u Brazilu.